# فرودگاه صحرایی رادی
 فرودگاه صحرایی رادی (به انگلیسی: Raadi Airfield) یک فرودگاه سابق نظامی است که یک باند فرود بتن دارد و طول باند آن ۳۰۰۰ متر است. این فرودگاه در کشور استونی قرار دارد و در ارتفاع ۶۸ متری از سطح دریا واقع شده است.

## نگارخانه

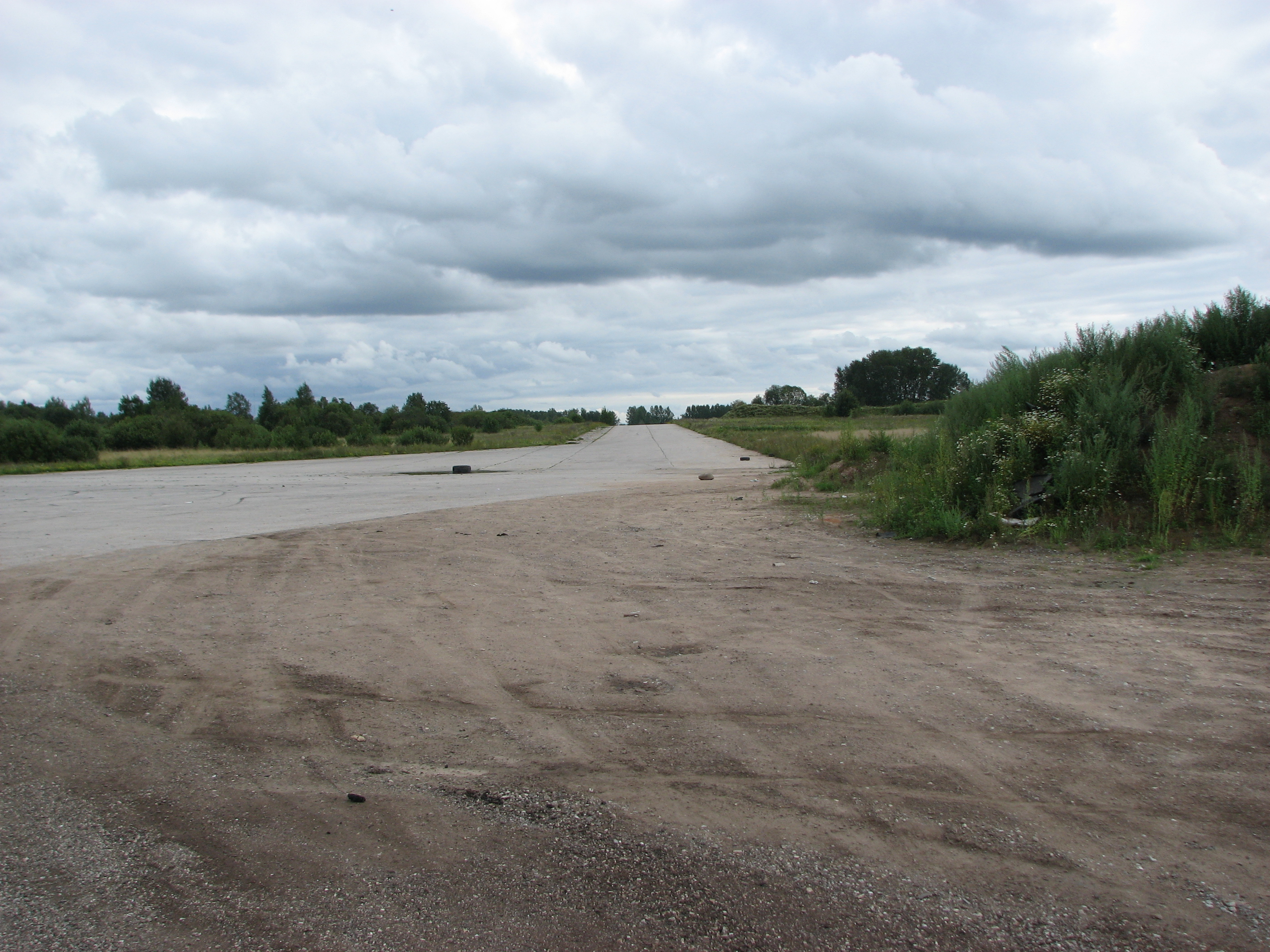
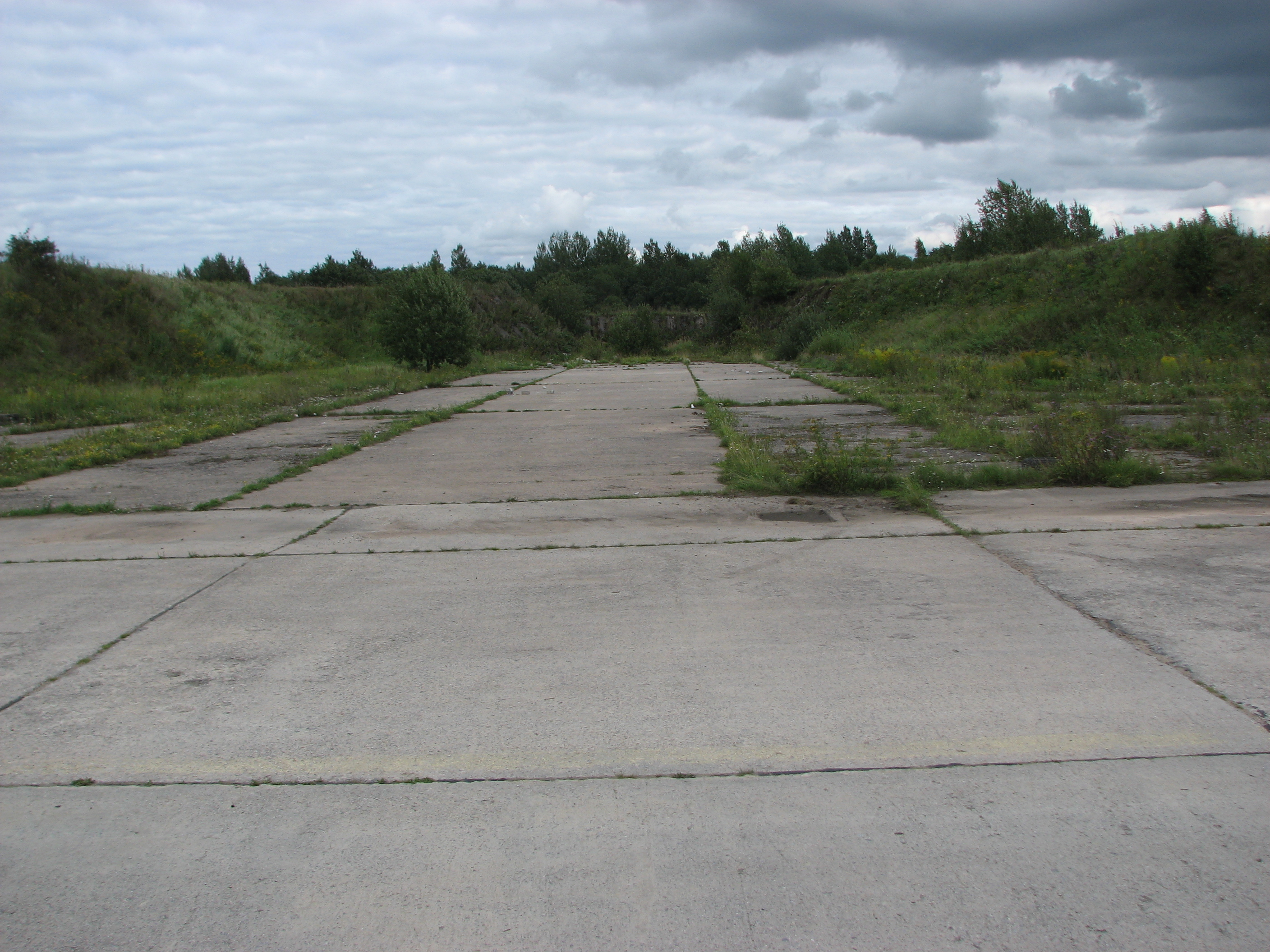
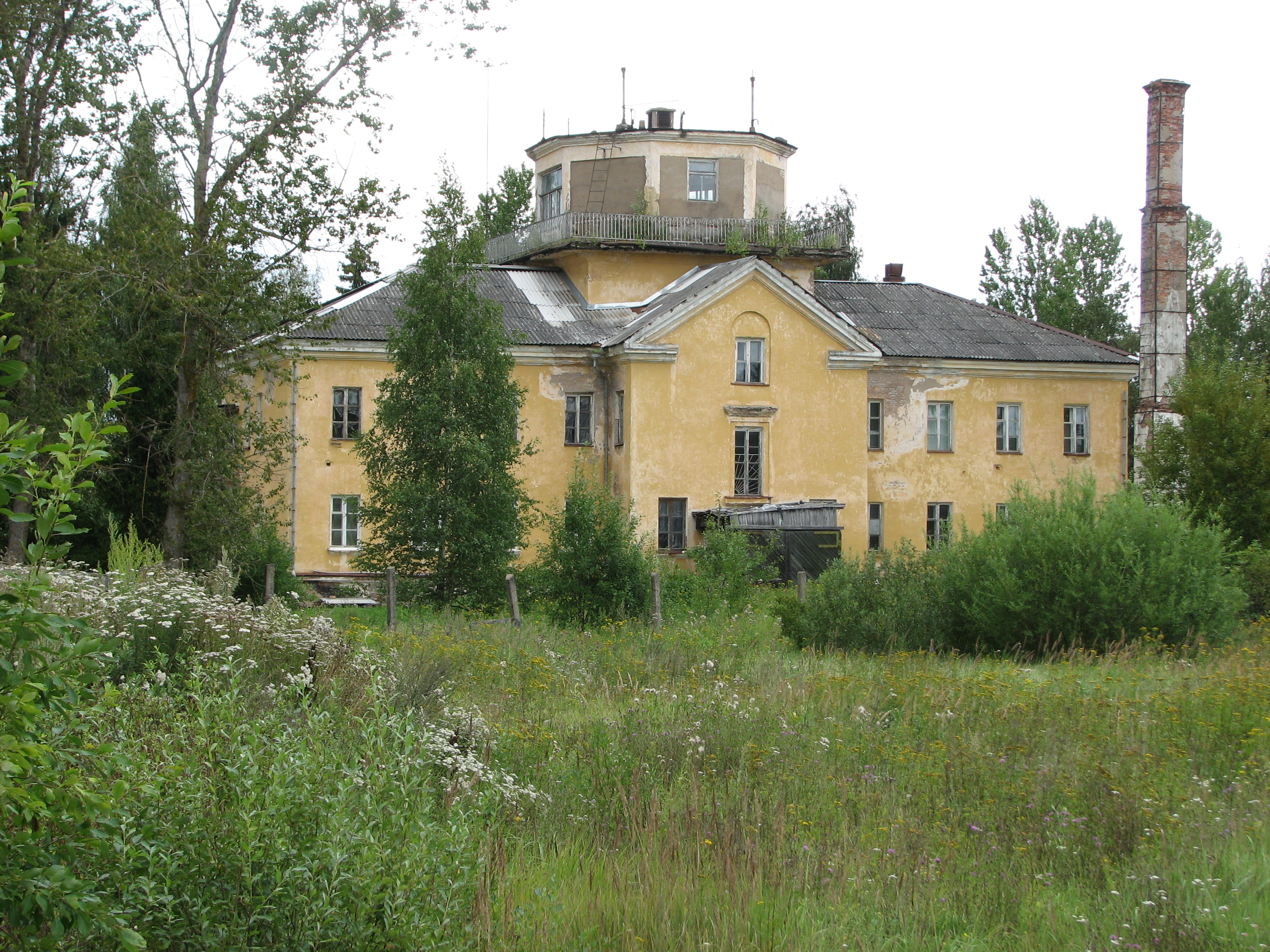
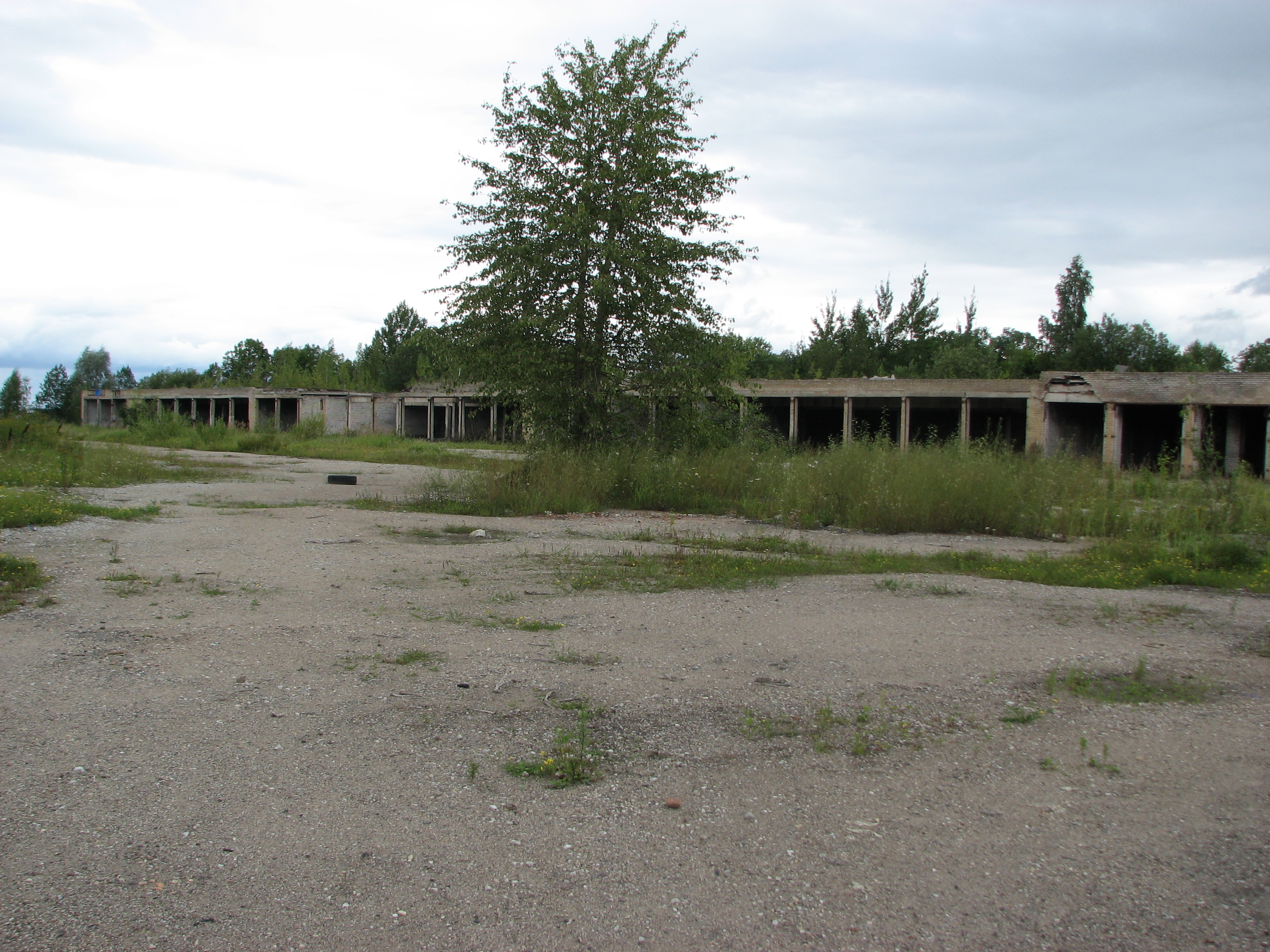